# La foguera de les vanitats
La foguera de les vanitats (títol original: The Bonfire of the Vanities) és una pel·lícula estatunidenca dirigida per Brian De Palma, estrenada el 1990. És una adaptació de la novel·la homònima de Tom Wolfe. Aquesta pel·lícula ha estat doblada al català.

## Argument
Sherman McCoy és un inversor de Wall Street que fa milions mentre gaudeix de la bona vida i els favors sexuals de Maria Ruskin, una bellesa del Sud. Sherman i Maria estan tornant a l'apartament de Maria des d'aeroport JFK quan agafen una sortida equivocada a l'autopista i es troben en la "zona de guerra" del Sud del Bronx. Quan són amenaçats per dos joves negres, Maria accelera el motor, passant per sobre d'un dels adolescents i deixant-lo en coma. Els dos foten el camp i decideixen no comunicar l'accident a la policia.
Mentrestant, el periodista alcohòlic Peter Fallow, ansiós per una història per quedar bé amb el seu editor, veu en el cas un punt per a la comunitat negra, mentre el fiscal Abe Weiss processa Sherman.

## Repartiment
- Tom Hanks: Sherman McCoy
- Bruce Willis: Peter Fallow
- Melanie Griffith: Maria Ruskin
- Kim Cattrall: Judy McCoy
- Saul Rubinek: Jed Kramer
- Morgan Freeman: Jutge Leonard White
- Donald Moffat: Sr. McCoy
- Kirsten Dunst: Campbell McCoy
- F. Murray Abraham: El fiscal Abe Weiss
- Kevin Dunn: Tom Killian
- John Hancock: El reverend Bacon
- Troy Winbush: Roland Auburn
- Kurt Fuller: Pollard Browning
- Richard Belzer: Productor de TV
- Beth Broderick: Caroline Heftshank
- Alan King: Arthur Ruskin
- Clifton James: Albert Fox
- Patrick Malone: Henry Lamb
- Rita Wilson: P.R. Woman

## Al voltant de la pel·lícula
- Segona adaptació d'una novel·la de Tom Wolfe després d'Escollits per a la glòria, de Philip Kaufman el 1983.
- La pel·lícula ofereix a Kirsten Dunst (Mary Jane a Spiderman) un dels seus primers papers: el de la filla de Sherman McCoy, encarnat per Tom Hanks.
- Sobre un pressupost de 47 milions de dòlars, la pel·lícula només tindrà uns ingressos de 15,69 milions de dòlars als Estats Units.
- El paper que té Morgan Freeman a la pel·lícula: el del jutge White, havia de ser interpretat en un principi per Alan Arkin i s'havia de dir Myron Kovitzky. Però en vista dels retards en el rodatge i Arkin, havent de rodar una altra pel·lícula, va haver de desistir. Va ser reemplaçat per Freeman i el personatge va ser rebatejat Leonard White.
- Rita Wilson, la dona de Tom Hanks, té un paper a la pel·lícula.